# Remoudou

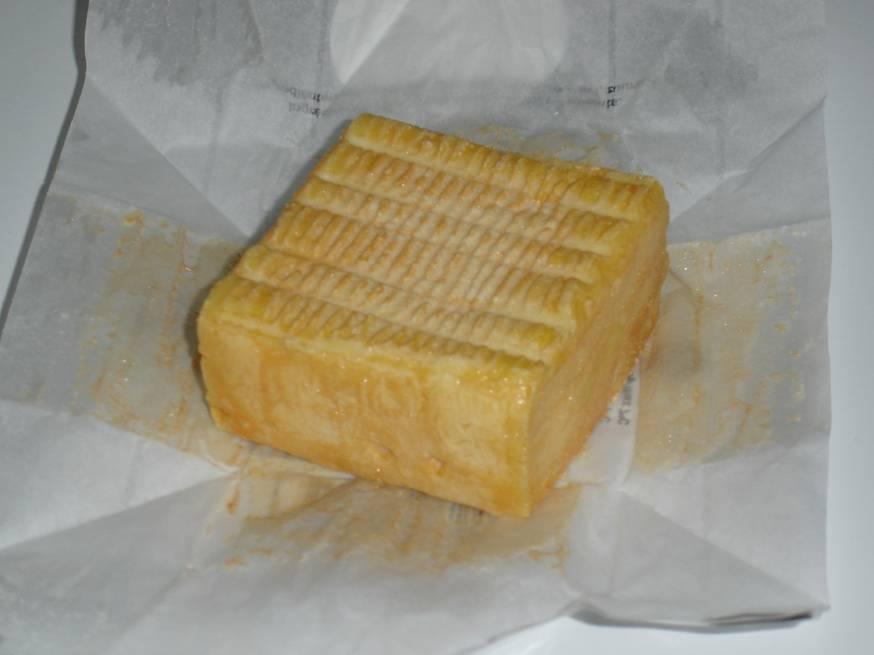
Queijo Remoudou

Remoudou, ou em valão r'moûdou, é um queijo belga da região da Valônia chamada Pays de Herve. Deriva seu nome do uso do leite de uma segunda ordenha, feita 15 minutos ápos a usual. Assim o verbo valão rimoûd significa reordenhar. O queijo pesa entre 200 a 500g. Quando é banhado com sal, ganha um gosto forte, e quando é banhado com leite, o gosto fica suave.
Era chamado de angelot e era oferecido como regalo. Às vezes chamado Fromage de Herve (queijo de Herve), era estocado fresco por comerciantes belgas, e vendido em países distantes. O remoudou esteve presente em feiras de Leipzig e de Frankfurt am Main no século XVII, onde era comercializado por homens de Herve por Holstein-Frísias, e em Lorraine, onde os comerciantes de Herve eram chamados de harvelings.